# Xã Swede, Quận LaMoure, Bắc Dakota
Xã Swede (tiếng Anh: Swede Township) là một xã thuộc quận LaMoure, tiểu bang Bắc Dakota, Hoa Kỳ. Năm 2010, dân số của xã này là 36 người.